# Unterseeboot 266
Le Unterseeboot 266 (ou U-266) est un sous-marin allemand (U-Boot) de type VII.C utilisé par la Kriegsmarine (marine de guerre allemande) pendant la Seconde Guerre mondiale.

## Historique
Mis en service le 24 juin 1942, l'Unterseeboot 266 reçoit sa formation de base à Danzig au sein de la 8. Unterseebootsflottille jusqu'au 31 décembre 1942, puis l'U-266 intègre sa formation de combat à la base sous-marine de Saint-Nazaire avec la 7. Unterseebootsflottille.
L'Unterseeboot 266 a effectué deux patrouilles dans lesquelles il a coulé quatre navires marchands ennemis pour un total de 16 089 tonneaux au cours de ses 90 jours en mer.
Il réalise sa première patrouille, quittant le port de Kiel le 22 décembre 1942 sous les ordres du Kapitänleutnant Ralf von Jessen. Après 58 jours en mer et un succès d'un navire marchand coulé de 4 077 tonneaux, il arrive à la base sous-marine de Saint-Nazaire le 17 février 1943.
Pour sa deuxième patrouille, il quitte Saint-Nazaire le 14 avril 1943 toujours sous les ordres du Kapitänleutnant Ralf von Jessen. Après 32 jours en mer et un palmarès de trois navires marchands coulés pour un total de 12 012 tonneaux, l'U-266 est coulé à son tour le 15 mai 1943 dans l'Atlantique Nord à la position géographique de 45° 28′ N, 10° 20′ O par des charges de profondeur lancées d'un bombardier Handley Page Halifax britannique (Squadron 58/M). 
Les 47 membres d'équipage meurent dans cette attaque.

## Affectations successives
- 8. Unterseebootsflottille à Danzig du 24 juin au 31 décembre 1942 (entrainement)
- 7. Unterseebootsflottille à Saint-Nazaire du 1er janvier au 15 mai 1943 (service actif)

## Commandement
- Hannes Leinemann du 24 juin au 11 septembre 1942
- Kapitänleutnant Ralf von Jessen du 12 septembre 1942 au 15 mai 1943

Nota: Les noms de commandants sans indication de grade signifie que leur grade n'est pas connu avec certitude à notre époque (2013) à la date de la prise de commandement

## Patrouilles
|       | Commandant             | Départ           | Départ        | Arrivée         | Arrivée       | Jours    | Succès   |
| ----- | ---------------------- | ---------------- | ------------- | --------------- | ------------- | -------- | -------- |
| 1     | Kptlt. Ralf von Jessen | 22 décembre 1942 | Kiel          | 17 février 1943 | Saint-Nazaire | 58 jours | 4 077    |
| 2     | Kptlt. Ralf von Jessen | 14 avril 1943    | Saint-Nazaire | 15 mai 1943     | Coulé         | 32 jours | 12 012   |
| Total | Total                  | Total            | Total         | Total           | Total         | 90 jours | 16 089 t |

Note : Kptlt. = Kapitänleutnant

### Opérations Wolfpack
L'U-266 a opéré avec les Wolfpacks (meute de loups) durant sa carrière opérationnelle:
1. Jaguar (10 janvier 1943 - 27 janvier 1943)
2. Pfeil (4 février 1943 - 9 février 1943)
3. Amsel (22 avril 1943 - 3 mai 1943)
4. Amsel 2 (3 mai 1943 - 6 mai 1943)
5. Elbe (7 mai 1943 - 7 mai 1943)

## Navires coulés
L'Unterseeboot 266 a coulé quatre navires marchands ennemis pour un total de 16 089 tonneaux au cours des deux patrouilles (90 jours en mer) qu'il effectua.
| Date           | Nom du navire | Nationalité | Convoi | Tonnage | Fait  |
| -------------- | ------------- | ----------- | ------ | ------- | ----- |
| 6 février 1943 | Polyktor      | Grèce       | SC-118 | 4 077   | Coulé |
| 5 mai 1943     | Bonde         | Norvège     | ONS-5  | 1 570   | Coulé |
| 5 mai 1943     | Gharinda      | Royaume-Uni | ONS-5  | 5 036   | Coulé |
| 5 mai 1943     | Selvistan     | Royaume-Uni | ONS-5  | 5 136   | Coulé |

### Source et bibliographie
- (en) Cet article est partiellement ou en totalité issu de l’article de Wikipédia en anglais intitulé « German submarine U-266 » (voir la liste des auteurs).
- Chris Bishop, historien militaire (trad. de l'anglais par Christian Muguet), Les sous-marins de la Kriegsmarine : 1939-1945 : le guide d'identification des sous-marins [« The spellmount submarine identification guide : Kriegsmarine U-boats 1939-1945 »], Paris, Éd. de Lodi, 2008, 192 p. (ISBN 978-2-84690-327-1, OCLC 470721805, BNF 41298980)